# Jaime Ravinet
Jaime Nicolás Ravinet de la Fuente (Santiago, 17 de octubre de 1946) es un abogado, académico, empresario y político chileno. 
Se desempeñó como alcalde de la comuna de Santiago entre 1990 y 2000; y biministro de Estado en las carteras de Vivienda y Urbanismo, de Bienes Nacionales (por espacio de cuatro años) y finalmente en la de Defensa Nacional durante el gobierno del presidente Ricardo Lagos, desde 2004 hasta 2006. Militante desde 1961 del Partido Demócrata Cristiano (PDC), presentó su renuncia a este en 2010, tras aceptar su designación para volver a ocupar la cartera de Defensa Nacional en el primer gobierno del presidente Sebastián Piñera. Dejó esta secretaría de Estado a comienzos de 2011.

## Familia y estudios
Sus padres, de clase media-alta, eran el ingeniero Alfredo Ravinet García y Alicia de la Fuente Larenas. Nació como el hijo mayor del segundo matrimonio de su padre.
Su formación básica la recibió en el Colegio Santiago y las humanidades en el Colegio San Ignacio de la capital, donde comenzó a leer al filósofo francés Jacques Maritain. Estudió luego derecho en la Universidad de Chile, casa de estudios en la que posteriormente ejerció como profesor.
Casado con la politóloga Ximena Lyon Parot desde enero de 1974, tiene tres hijos, Raúl, Ximena y Macarena.

## Carrera política

### Primeros años
Siendo muy joven, Ravinet destacó como dirigente estudiantil, especialmente en su paso por la Federación de Estudiantes de la Universidad de Chile (FECh), de la que fue presidente los años 1968 y 1969, en representación de la Juventud Demócrata Cristiana. Previamente había participado de manera entusiasta en la campaña presidencial en que Eduardo Frei Montalva resultó elegido presidente para el periodo 1964-1970.
Fue jefe de gabinete del ministro de Minería de Frei, Alejandro Hales, y durante la Unidad Popular (1970-1973) fue un férreo opositor a Salvador Allende.
Estudiaba relaciones internacionales en la Universidad Johns Hopkins, en los Estados Unidos, gracias a una beca Fulbright cuando tuvo lugar la caída del gobernante socialista (septiembre de 1973). Volvería a Chile en 1974, sin terminar estos estudios.

### Alcalde de Santiago
Entró a la política de manera definitiva al integrar el comando presidencial de Patricio Aylwin en 1989 como secretario ejecutivo. Al vencer Aylwin en las elecciones, este lo designó alcalde de la comuna de Santiago, en 1990.
Dos años después fue elegido alcalde en elecciones libres, obteniendo el 38,03% de los votos y reelecto en 1996 con el 45,38%. Durante su alcaldía incentivó a la empresa inmobiliaria con la idea de repoblar la comuna. También combatió intensamente el comercio ambulante. 
En su gestión se reconvirtió la ex cárcel pública, se transformó la Plaza de Armas y la antigua Estación Mapocho de Ferrocarriles se habilitó como centro de eventos.

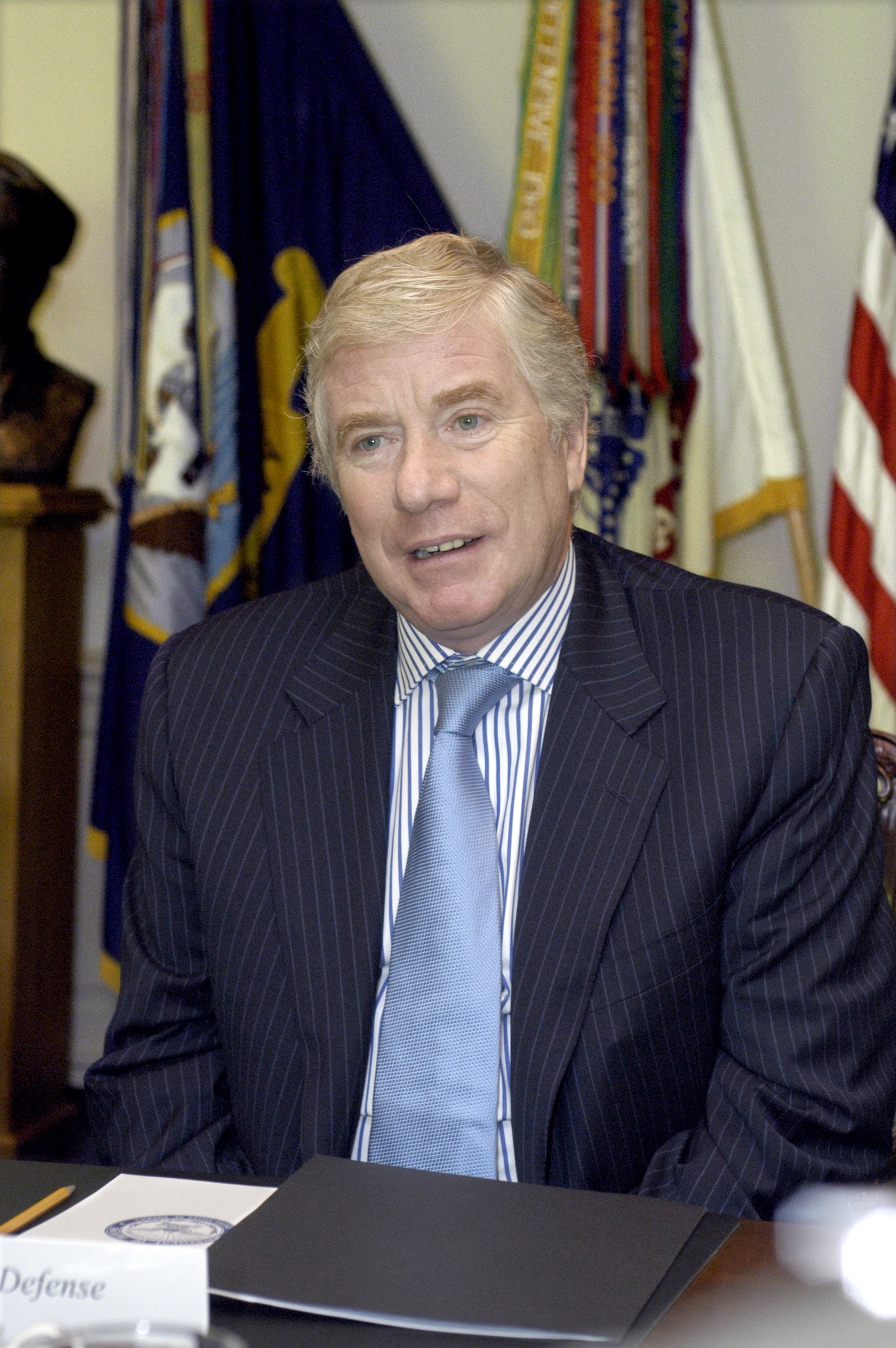
Jaime Ravinet como ministro de Defensa Nacional en 2005.

### Ministro de Lagos
Poco después de dejar la alcaldía, el presidente Ricardo Lagos lo designó biministro de Vivienda y Urbanismo, y de Bienes Nacionales, cargo que asumió a fines de 2000.
Lideró la cartera hasta 2004, cuando fue nombrado ministro de Defensa Nacional, en reemplazo de Michelle Bachelet que lanzaba por esos días su precandidatura presidencial.
Durante su ministerio se continuó la actualización del material bélico chileno, destacándose la adquisición de dos submarinos de clase Scorpene, absolutamente nuevos y construidos a petición del Estado, a diferencia de las adquisiciones de material usado.
También durante su ministerio ocurrió la crisis de relimitación marítima con Perú, que añadió un elemento de tensión dentro de las fuerzas armadas, hasta el posterior enfriamiento del incidente.

### Nueva postulación
En 2008 fue el candidato de consenso de la oficialista Concertación por la Democracia para ocupar una vez más el sillón edilicio de Santiago.
Enfrentó al alcalde de La Florida, el ingeniero Pablo Zalaquett (Unión Demócrata Independiente), en las elecciones del 26 de octubre, perdiendo por más de diez puntos porcentuales. Tras esto, optó por dejar el Consejo Nacional de su partido y congelar su actividad política.

### Ministro de Piñera
En febrero de 2010, Sebastián Piñera, presidente electo, comunicó los nombres de los integrantes del gabinete con el que asumiría el día 11 de marzo. En dicha nómina Ravinet apareció designado nuevamente como ministro de Defensa Nacional, provocando revuelo en los medios de comunicación y en la aún oficialista Concertación, ya que su partido había advertido a los militantes que quienes ocuparan cargos de confianza en la siguiente administración serían expulsados de la tienda. Previendo esto, Ravinet anunció su dimisión al partido momentos después de ser nombrado.
Permaneció en la cartera hasta enero de 2011, fecha en la que, en medio de una serie de cuestionamientos públicos, fue destituido por Piñera. Su salida representó la primera modificación del gabinete desde su asunción, en 2010.
En 2014 declaró sentirse "arrepentido" de haber formado parte de dicha administración.

## Condecoraciones
- Gran Cruz de la Orden Centenario Azul Rubén Darío (Santiago, 23 de junio de 1997)[17]

- -  Gran Oficial de la Orden de la Cruz del Sur ( Brasil, 1993).

## Historial electoral

### Elecciones municipales de 1992
- Elecciones municipales de 1992, para la alcaldía de Santiago[18]

(Se consideran solo candidatos con sobre el 1% de votos y candidatos electos como concejales, de un total de 38 candidatos)
| Candidato                    | Pacto                          | Partido | Votos  | %     | Resultado |
| ---------------------------- | ------------------------------ | ------- | ------ | ----- | --------- |
| Jaime Ravinet de la Fuente   | Concertación por la Democracia | DC      | 49 266 | 38,03 | Alcalde   |
| Herman Chadwick Piñera       | Participación y Progreso       | UDI     | 16 933 | 13,07 | Concejal  |
| Jorge Arrate Mac Niven       | Concertación por la Democracia | PS      | 14 559 | 11,24 | Concejal  |
| Arturo Alessandri Cohn       | Participación y Progreso       | ILD     | 12 750 | 9,84  | Concejal  |
| Franz Busch Porras           | Unión de Centro Centro         | UCC     | 4946   | 3,82  |           |
| Fernando Valdés Celis        | Participación y Progreso       | RN      | 4618   | 3,56  | Concejal  |
| Julio Silva Solar            | Concertación por la Democracia | PPD     | 3447   | 2,66  | Concejal  |
| Jaime Insunza Becker         | Partido Comunista              | PC      | 3294   | 2,54  |           |
| Gerardo Monckeberg Balmaceda | Participación y Progreso       | UDI     | 2125   | 1,64  |           |
| Manuel Díaz Valenzuela       | Concertación por la Democracia | DC      | 1987   | 1,53  | Concejal  |
| Mario Farías Fernández       | Concertación por la Democracia | PR      | 1984   | 1,53  | Concejal  |
| Rodolfo Fortunatti Molina    | Concertación por la Democracia | DC      | 1577   | 1,22  | Concejal  |
| Andrés Koryzma Zep           | Concertación por la Democracia | AHV     | 1551   | 1,20  | Concejal  |
| Jaime Rosso Bacovic          | Participación y Progreso       | RN      | 1330   | 1,03  |           |

### Elecciones municipales de 1996
- Elecciones municipales de 1996, para la alcaldía de Santiago[19]

(Se consideran solo los 15 candidatos más votados con porcentaje mayor al 1%, de un total de 37 candidatos)
| Candidato                  | Pacto                          | Partido | Votos  | %     | Resultado |
| -------------------------- | ------------------------------ | ------- | ------ | ----- | --------- |
| Jaime Ravinet de la Fuente | Concertación por la Democracia | PDC     | 51 507 | 45,38 | Alcalde   |
| Nicolás Monckeberg Díaz    | Unión por Chile                | RN      | 11 171 | 9,84  | Concejal  |
| Jorge Insunza Becker       | La Izquierda                   | PCCh    | 5857   | 5,16  |           |
| Miguel Allamand Zavala     | Unión por Chile                | ILDUD   | 5854   | 5,16  | Concejal  |
| Pablo Valdés Aldunate      | Unión por Chile                | UDI     | 5614   | 4,95  |           |
| Fernando Valdés Celis      | Unión por Chile                | RN      | 4 171  | 3.81  | Concejal  |
| Loreto Schnake             | Concertación por la Democracia | PPD     | 3888   | 3,43  | Concejal  |
| Juan Recabarren Rivas      | Concertación por la Democracia | PS      | 2515   | 2,22  | Concejal  |
| Mario Farías Fernández     | Concertación por la Democracia | PRSD    | 2332   | 2,05  | Concejal  |
| Osvaldo Díaz               | Concertación por la Democracia | ILFPS   | 2311   | 2,04  |           |
| Manuel Díaz Valenzuela     | Concertación por la Democracia | PDC     | 1805   | 1,59  | Concejal  |
| Graciela Lazo Garrido      | Concertación por la Democracia | PPD     | 1755   | 1,55  | Concejal  |
| Olga San Martín Pulgar     | Unión por Chile                | ILDRN   | 1522   | 1.34  |           |
| Jeannette Tapia Fuentes    | Concertación por la Democracia | PDC     | 1370   | 1,21  | Concejal  |
| Orietta Soto Figari        | Unión por Chile                | UDI     | 1211   | 1,07  |           |
| Jaime Gajardo Orellana     | La Izquierda                   | PCCh    | 408    | 0,36  |           |

### Elecciones municipales de 2008
- Elecciones municipales de 2008, para la alcaldía de Santiago[20]

| Candidato                  | Pacto                    | Partido    | Votos  | %     | Resultado |
| -------------------------- | ------------------------ | ---------- | ------ | ----- | --------- |
| Pablo Zalaquett Said       | Alianza                  | UDI        | 47 807 | 47,33 | Alcalde   |
| Jaime Ravinet de la Fuente | Concertación Democrática | PDC        | 36 282 | 35,92 |           |
| Ricardo Israel Zipper      | Por un Chile Limpio      | Indep. PRI | 9762   | 9,66  |           |
| Manuel Hernández Vidal     | Juntos Podemos Más       | PC         | 7154   | 7,08  |           |

### Elecciones de consejeros constituyentes de 2023
- Elecciones de consejeros constitucionales de 2023, para la Circunscripción 7 (Región Metropolitana)[21]

| Candidato                    | Pacto               | Partido | Votos   | %     | Resultado |
| ---------------------------- | ------------------- | ------- | ------- | ----- | --------- |
| Luis Silva Irarrázaval       | Partido Republicano | PRCh    | 706 286 | 17,96 | Consejero |
| Karen Araya Rojas            | Unidad para Chile   | PCCh    | 491 917 | 12,51 | Consejera |
| Yerko Ljubetic Godoy         | Unidad para Chile   | CS      | 278 313 | 7,08  | Consejero |
| Rodrigo Delgado Mocarquer    | Chile Seguro        | UDI     | 261 933 | 6,66  |           |
| Gloria Hutt Hesse            | Chile Seguro        | EVO     | 235 907 | 6,00  | Consejera |
| Jorge Ossandón Spoerer       | Partido Republicano | PRCh    | 217 334 | 5,53  | Consejero |
| Camila Miranda Medina        | Unidad para Chile   | COM     | 185 778 | 4,72  |           |
| Macarena Bravo Rojas         | Partido Republicano | PRCh    | 162 703 | 4,14  |           |
| Jaime Ravinet de la Fuente   | Chile Seguro        | ILE     | 158 905 | 4,04  |           |
| Sadi Melo Moya               | Unidad para Chile   | PS      | 156 668 | 3,98  |           |
| Rocío Donoso Pineda          | Unidad para Chile   | RD      | 127 280 | 3,24  |           |
| Carmen Frei Ruiz-Tagle       | Todo por Chile      | PDC     | 107 652 | 2,74  |           |
| Natalia Piergentili Domenech | Todo por Chile      | PPD     | 107 005 | 2,72  |           |
| Bruno Baranda Ferrán         | Chile Seguro        | RN      | 78 087  | 1,99  |           |